# Campeonato Sul-Americano de Atletismo Sub-20
O Campeonato Sul-Americano de Atletismo Sub-20 é uma competição sul-americana que é aberta exclusivamente para atletas Junior (abaixo de 19 anos). Este é organizado pela Confederação Sul-Americana de Atletismo (CONSUDATLE).
A competição foi realizada pela primeira vez em 1959, em Buenos Aires. Era um evento anual que foi mantido até 1962, quando passou a ser disputada bienalmente. O campeonato se tornou um evento anual de novo ao longo do período entre 1983 e 2003, mas voltou para um formato de bienal a partir de então.

## Prêmios
Medalhas são concedidas para os indivíduos e membros da equipe de revezamento para os três primeiros lugares em cada evento.
Troféus são atribuídos às equipes em cada categoria (masculino e feminino) com o maior número total de pontos acumulados em toda a competição. Além disso, um troféu será dado ao país para o título geral.
Um troféu também é apresentado para ambos os sexos para o desempenho mais destacado.

## Edições
|    | Ano  | Cidade                    | País                       | Data                          | Local                                                |
| -- | ---- | ------------------------- | -------------------------- | ----------------------------- | ---------------------------------------------------- |
| 1  | 1959 | Buenos Aires              | Argentina                  | Abril 18-19                   |                                                      |
| 2  | 1960 | Santiago                  | Chile                      | Abril 30-Maio 1               |                                                      |
| 3  | 1961 | Santa Fé                  | Argentina                  | Outubro 15-16                 |                                                      |
| 4  | 1962 | Lima                      | Peru                       | Setembro 21-24                |                                                      |
| 5  | 1964 | Santiago                  | Chile                      | Setembro 24-27                |                                                      |
| 6  | 1966 | Montevideo                | Uruguai                    | Outubro 9-14                  |                                                      |
| 7  | 1968 | São Bernardo do Campo     | Brasil                     | Setembro 8-14                 | Estádio Distrital de Vila Euclides                   |
| 8  | 1970 | Cali                      | Colômbia                   | Outubro 9-12                  | Estádio Olímpico Pascual Guerrero                    |
| 9  | 1972 | Asunción                  | Paraguai                   | Outubro 21-25                 |                                                      |
| 10 | 1974 | Lima                      | Peru                       | Outubro 9-13                  | Estadio Nacional                                     |
| 11 | 1976 | Maracaibo                 | Venezuela                  | Outubro 13-17                 |                                                      |
| 12 | 1978 | São Paulo                 | Brasil                     | Dezembro 15-17                |                                                      |
| 13 | 1980 | Santiago                  | Chile                      | Outubro 23-26                 |                                                      |
| 14 | 1981 | Rio de Janeiro            | Brasil                     | Outubro 15-18                 |                                                      |
| 15 | 1983 | Medellín                  | Colômbia                   | Junho 9–12                    |                                                      |
| 16 | 1984 | Caracas                   | Venezuela                  | Outubro 4-7                   |                                                      |
| 17 | 1985 | Santa Fé                  | Argentina                  | Novembro 21-24                | Centro de Alto Rendimiento Deportivo Pedro Candioti  |
| 18 | 1986 | Quito                     | Equador                    | Setembro 13-16                | Estadio Los Chasquis                                 |
| 19 | 1987 | Santiago                  | Chile                      | Setembro 24-27                |                                                      |
| 20 | 1988 | Cubatão                   | Brasil                     | Junho 30-Julho 3              |                                                      |
| 21 | 1989 | Montevideo                | Uruguai                    | Junho 16-19                   |                                                      |
| 22 | 1990 | Bogotá                    | Colômbia                   | Julho 13-15                   | Estadio El Campín                                    |
| 23 | 1991 | Asunción                  | Paraguai                   | Junho 21-23                   |                                                      |
| 24 | 1992 | Lima                      | Peru                       | Agosto 21-23                  |                                                      |
| 25 | 1993 | Puerto La Cruz            | Venezuela                  | Junho 18-20                   |                                                      |
| 26 | 1994 | Santa Fé                  | Argentina                  | Setembro 1-4                  | Centro de Alto Rendimiento Deportivo Pedro Candioti  |
| 27 | 1995 | Santiago                  | Chile                      | Setembro 5-7                  |                                                      |
| 28 | 1996 | Bucaramanga               | Colômbia                   | Junho 8-10                    |                                                      |
| 29 | 1997 | San Carlos                | Uruguai                    | Junho 20-21                   |                                                      |
| 30 | 1998 | Córdoba                   | Argentina                  | Maio 16-17                    |                                                      |
| 31 | 1999 | Concepción                | Chile                      | Outubro 22-23                 |                                                      |
| 32 | 2000 | São Leopoldo              | Brasil                     | Outubro 7-8                   | University of Unisinos Track club                    |
| 33 | 2001 | Santa Fé                  | Argentina                  | Outubro 11-20                 | Centro de Alto Rendimiento Deportivo Pedro Candioti  |
| 34 | 2002 | Belém                     | Brasil                     | Agosto 1-3                    | Estádio Olímpico do Pará                             |
| 35 | 2003 | Guayaquil                 | Equador                    | Junho 7-8                     | Estádio Modelo Alberto Spencer                       |
| 36 | 2005 | Rosario                   | Argentina                  | Outubro 1-2                   | Estádio Municipal Jorge Newbery                      |
| 37 | 2007 | São Paulo*                | Brasil                     | Junho 30-Julho 1 Julho 6-8    | Estádio Ícaro de Castro Melo                         |
| 38 | 2009 | São Paulo Port of Spain** | Brasil · Trinidad e Tobago | Julho 25-26 Julho 31-Agosto 2 | Estádio Ícaro de Castro Melo Hasely Crawford Stadium |
| 39 | 2011 | Medellín                  | Colômbia                   | Setembro 23–25                | Estádio Alfonso Galvis Duque                         |
| 40 | 2013 | Resistência               | Argentina                  | Outubro 18–20                 | Estádio Jaime Zapata                                 |
| 41 | 2015 | Cuenca                    | Equador                    | Maio 29-31                    | Pista Atlética Jefferson Perez                       |
| 42 | 2017 | Leonora                   | Guiana                     | Junho 3–4                     | National Track and Field Centre                      |
| 43 | 2019 | Cali                      | Colômbia                   | Junho 14–16                   | Estádio Pedro Grajales                               |
| 44 | 2021 | Lima                      | Peru                       | Junho 9–10                    | Villa Deportiva Nacional                             |
| 45 | 2023 | Bogotá                    | Colômbia                   | Maio 19–21                    | El Salitre Coliseum                                  |
| 46 | 2024 | Lima                      | Peru                       | Julho 12–14                   | Villa Deportiva Nacional                             |

* Os campeões masculinos dos 10.000 metros, tanto Marcha Atlética e Provas Combinadas foram extraídos a partir da classificação do Pan-Americano Junior de Atletismo de 2007.

** Os campeões masculinos dos 10.000 metros, tanto Marcha Atlética e Provas Combinadas foram extraídos a partir da classificação do Pan-Americano Junior de Atletismo de 2009.

## Tabela de Medalhas
- Atualizado até Lima 2021.

| Ordem | País      | Medalha de ouro | Medalha de prata | Medalha de bronze | Total |
| ----- | --------- | --------------- | ---------------- | ----------------- | ----- |
| 1     | Brasil    | 744             | 566              | 445               | 1755  |
| 2     | Argentina | 260             | 252              | 293               | 805   |
| 3     | Chile     | 168             | 207              | 271               | 646   |
| 4     | Colômbia  | 158             | 193              | 170               | 521   |
| 5     | Venezuela | 107             | 168              | 134               | 409   |
| 6     | Equador   | 89              | 82               | 99                | 270   |
| 7     | Peru      | 61              | 98               | 108               | 267   |
| 8     | Uruguai   | 19              | 28               | 50                | 97    |
| 9     | Paraguai  | 12              | 14               | 20                | 46    |
| 10    | Panamá    | 8               | 7                | 9                 | 24    |
| 11    | Guiana    | 6               | 11               | 16                | 33    |
| 12    | Bolívia   | 4               | 8                | 13                | 25    |
| 13    | Suriname  | 1               | 2                | 6                 | 9     |
| Total | Total     | 1637            | 1636             | 1634              | 4907  |

## Competições
- Campeonato Sul-Americano de Atletismo
- Campeonato Sul-Americano de Atletismo em Pista Coberta
- Campeonato Sul-Americano de Atletismo Sub-23
- Campeonato Sul-Americano de Atletismo Sub-18
- Campeonato Sul-Americano de Corta-Mato
- Campeonato Sul-Americano de Marcha Atlética
- Campeonato Sul-Americano de Maratona
- Campeonato Sul-Americano de Meia Maratona
- Campeonato Sul-Americano de Milha de Rua
- Campeonato Sul-Americano de Corrida de Montanha